# لووسویل (کارولینای شمالی)
لووسویل (به انگلیسی: Lowesville) شهری در ایالت کارولینای شمالی کشور ایالات متحده آمریکا است که جمعیت آن در سرشماری سال ۲۰۱۰ میلادی، ۲٬۹۴۵ نفر بوده‌است.